# Landolfo Iuniore
Landolfo Iuniore, conosciuto anche come Landolfo di San Paolo (Lingua latina: Landulphus Junior sive de Sancto Paulo; Milano, 1077 circa – dopo il 1137), è stato un cronista, noto soprattutto per aver scritto un Liber historiarum Mediolanensis urbis.

## Biografia
Landolfo Iuniore nacque intorno al 1077 in una famiglia di umili origini, Fu costretto in giovane età a fuggire in Francia, coinvolto nel tumulto popolare contro lo zio Liprando. Ritornato e postosi sotto la protezione di due nobili, Anselmo della Pusterla e Olrico da Corte, nel 1106 si recò con il primo a Tours e a Parigi per frequentarvi le celebri scuole. A Parigi fu scolaro del filosofo Guglielmo di Champeaux. Già chierico, nel 1099 entrò come accolito nella chiesa di S. Paolo. Ma, seguendo il consiglio del primicerio, ebbe l'imprudenza di opporsi all'elezione dell'arcivescovo Giordano da Clivio (fine dell'anno 1111). Nominato ciò nonostante diacono per la generosità di Giordano, non tardò a trovarsi con questo in urto per colpa dello zio. Perduto ogni beneficio, fu costretto a vivere facendo il precettore e lo scriba. Cercò inutilmente di riottenere la primitiva condizione finché, nel 1126, Anselmo, divenuto arcivescovo, gli affidò un importante ufficio. Si ignora la data della sua morte.
Spirito inquieto e turbolento, appoggiò Corrado di Hohenstaufen, quando scese in Italia (1128) e fu acerrimo nemico di Bernardo di Chiaravalle. Fu autore di una Historia Mediolanensis (ed. in Monumenta Germaniae Historica., Script., XX, a cura di Philipp Jaffé) che va dal 1097 al 1137, e che egli cominciò a scrivere nel 1136. In essa ci dà interessanti notizie sull'origine del comune di Milano e sulla vita del comune cittadino milanese ai suoi tempi.

## Opere
- (LA)  Landulphus Junior sive de Sancto Paulo, Historia Mediolanensis Archiviato il 15 luglio 2007 in Internet Archive.